# 米甸金旦塔
米甸金旦塔，位于云南省大理州祥云县米甸镇香么所村委会金旦村北约2千米塔山上，建于民国二十五年（1936年），属风水塔。该塔所在地为彝族地区。该塔为十二级方形级密檐式空心砖塔，通高约21米，塔座宽6.65米，高1.25米。一至三级塔内中空，形成塔室。塔身自下而上收分明显。第一级塔身宽3.35米，高4.5米，西面开券门，门楣上方有长方形匾槽，或曾有碑刻。第二级四面各设龛洞2个，共8龛，内彩绘八仙像各一幅。第三级西面开采光洞，通塔室。各级塔檐均以三层方砖叠涩，出挑5至7厘米。塔顶原有石质葫芦形塔刹，现已毁。1936年4月20日，中国工农红军第六军团长征途径此塔时，曾在附近宿营。1988年12月28日，列为第三批祥云县文物保护单位。